# Werner Ortmüller

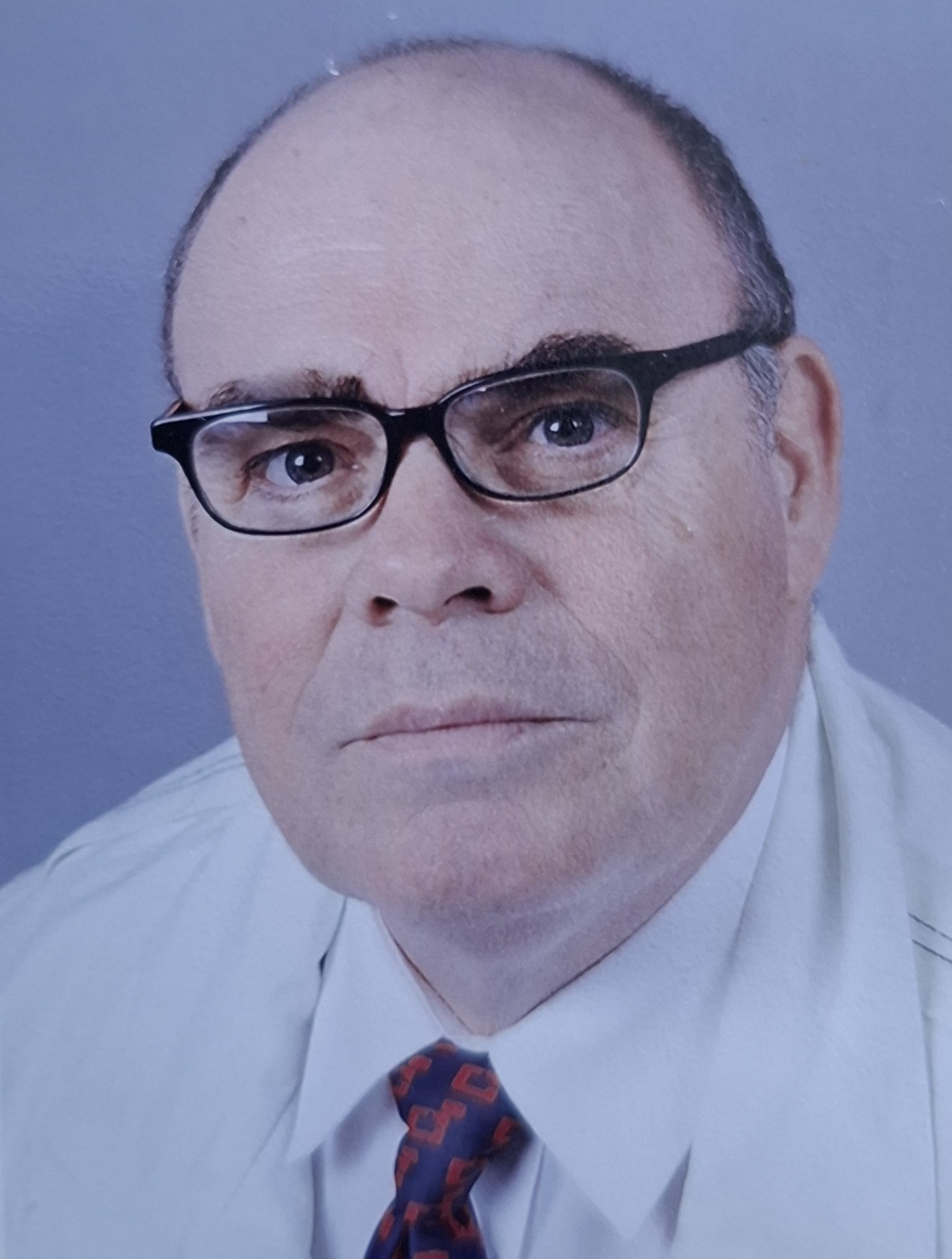
Werner Ortmüller (2024)

Werner Ortmüller (* 1945 in Ebeleben, Thüringen) ist ein deutscher Lyriker, Publizist und politischer Aktivist. Er lebt seit 1948 in Gießen, Mittelhessen.

## Leben
Ortmüller war beruflich als Bautechniker tätig und von 1973 bis 1996 kommunalpolitisch aktiv. Darüber hinaus engagierte er sich langjährig als Arbeitnehmervertreter. Er war Mitbegründer mehrerer Bürgerinitiativen mit dem Ziel einer humanen Stadtgestaltung.
1993 wurde er mit dem Friedenspreis des Arbeitskreises Karl Liebknecht ausgezeichnet, dessen Mitglied er auch ist.

## Werk
Als nebenberuflicher Lyriker veröffentlichte Werner Ortmüller zahlreiche Gedichte und Sachtexte, oft mit gesellschaftskritischem, friedenspolitischem oder antifaschistischem Schwerpunkt. Einige seiner Werke sind:
- Von Wende zu Wende (1986) – 39 Gedichte für den Frieden
- Gegen den Strom (1989, Mitautor, Hrsg. Peter Bernhardi)
- Religiöse Judenfeindschaft (1992, Mitautor, Sachbuch)
- Leben wird Sarajewo (1997)
- Friedenstaube sterbenskrank (2002)
- Flammenzeit (2003)
- Marsschatten (2005)
- Sabi, das Elfenmädchen (2005)
- Hindukuschtod (2007)
- Er nannte mich Ami-Boy (2011)
- Mon Amour Che (2016)